# Insektors
Insektors ist eine computeranimierte Fernsehserie, die von 1992 bis 1994 von der französischen Produktionsfirma Fantôme produziert wurde. In Deutschland war die Serie im Käpt’n Blaubär-Club zu sehen.
Die Serie spielt auf einem fiktiven Planeten, der von zwei verschiedenen Insektenvölkern bewohnt wird. Auf der einen Seite stehen die Würks, die Farben und Fröhlichkeit über alles hassen und rücksichtslos Blumen und Pflanzen abholzen, um die Gemächer ihrer Königin zu heizen.
Auf der anderen Seite stehen die Fröhlinge, die Farben und Musik lieben und sich immer wieder gegen die Würks durchsetzen müssen.
Insektors wurde noch vor Pixars computeranimiertem Spielfilm Toy Story produziert und ist eine der ersten computeranimierten Fernsehserien überhaupt.